# Väinö Kokkinen

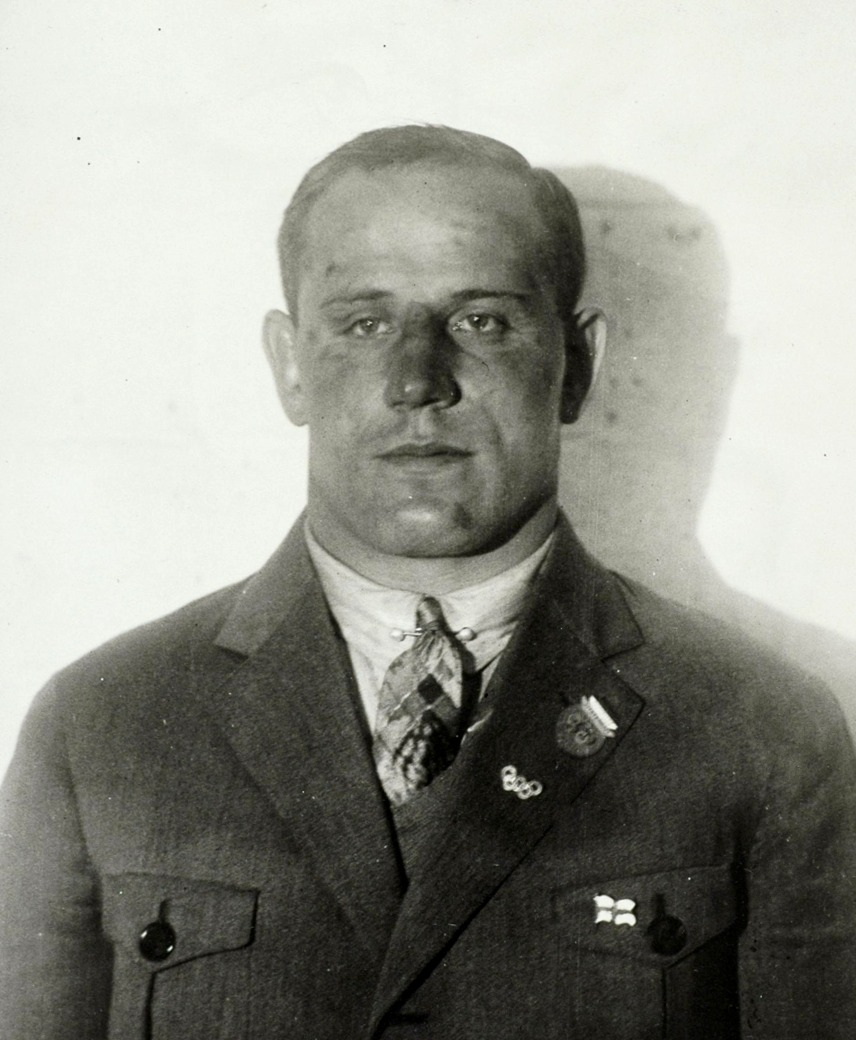
Väinö Kokkinen.

Väinö Kokkinen, född 25 november 1899 i Hollola, död 27 augusti 1967 i Helsingfors, var en finländsk brottare. 
Kokkinen började med skidåkning men övergick i ett tidigt skede till brottning. Han vann OS-guld i Amsterdam 1928 (75 kg) och Los Angeles 1932 (79 kg) samt blev 4:e i Berlin 1936 (79 kg); EM-guld 1930 (79 kg), silver 1925-1929, 1931 (79 kg) och 1933 (87 kg). På meritlistan fanns ytterligare sex finländska mästerskap och tio landskampssegrar. Efter att ha varit yrkesverksam som smed och chaufför blev han slutligen innehavare av flera beklädnadsaffärer och den kända restaurang Mikado i Helsingfors. 